# VL Humu
Humu byl finský stíhací letoun, který byl modifikací amerického palubního stíhacího letounu Brewster F2A Buffalo. V roce 1944 ho vyvinula Státní letecká továrna (Valtion Lentokonetehdas).
O výrobě Humu bylo rozhodnuto v roce 1944. Typ Brewster Buffalo byl ve finském letectvu velmi oblíben a byl proti sovětským letounům velmi úspěšný, ale v té době už bylo mnoho strojů ztraceno či vyřazeno ze služby.
Na jeho designu se odrazil nedostatek strategických surovin a nutnost náhrady lehkých kovů v konstrukci letounu dřevem. Základní rám stroje byl z ocele a celý letoun velice úzce vycházel z konstrukce F2A. Ke změně došlo v případě pohonné jednotky, kterou byl ruský hvězdicový devítiválec Švecov M-63 o výkonu 1 000 HP.
Finské letectvo sice objednalo stavbu 90 kusů, ale jejich výroba byla zrušena v době, kdy byl dokončen jen jediný kus, označený HM-671. Ten absolvoval první let 8. srpna 1944. Celkem tento stroj nalétal 19 hodin a 50 minut. Ukázalo se, že Humu je o 250 kg těžší, než vycházelo při výpočtech a i jeho výkony už nebyly považovány za dostatečné. Jediný vyrobený kus byl restaurován a dnes je vystaven v Leteckém muzeu centrálního Finska.

## Specifikace

### Technické údaje
- Posádka: 1
- Délka: 8,03 m
- Rozpětí: 10,67 m
- Výška: 3,66 m
- Plocha křídel: 19,40 m²
- Nejvyšší vzletová hmotnost: 2 895 kg
- Pohonná jednotka: 1 × hvězdicový devítiválec Švecov M-63, 1 000 HP (746 kW)

### Výkony
- Nejvyšší rychlost: 430 km/h
- Dostup: 8 000 m
- Stoupavost: 13,3 m/s

### Výzbroj
- 2 × 12,7mm kulomet LKK/42